# إيملي فانكامب
فان كامب إيرين إيميلي (ولدت في 12 مايو 1986) هي ممثلة كندية. عملت في التلفزيون والسينما وهي معروفة بأدوارها في مسلسل ايفروود بدور ايمى أبوت (2002–2006) وفي مسلسل الاخوة والاخوات بدور ريبيكا هاربر (2007–2010). هي تمثل حاليا دور إميلي ثورن في المسلسل الدرامي الانتقام بدور إيميلي ثورن / أماندا كلارك (2011–2015). فانكامب بدأت حياتها المهنية في مسلسل «هل أنت خائفا من الظلام؟». في 2014 جسدت دور شارون كارتر / العميلة 13 في فيلم كابتن أمريكا: جندي الشتاء.

## الحياة الوظيفية
فان كامب ارادت أصلاً أن تكون راقصة ولكن بدلاً من ذلك قررت أن تكون ممثلة. كان أول ظهور لها  في فيلم  «هل أنت خائف من الظلام؟» وبدأ في الظهور في عدة  مسارح للأفلام المنخفضة الإنتاج. ظهرت في الفيلم القصير الخواتم، الذي سد الفجوة بين  The Ring Two' وThe Ring.
الأخير الذي رآها تكرر مشاهدها لشخصيتها من الفيلم القصير المذكورة سابقا. وقد شاركت في الفيلم الأيرلندي الأسود في عام 2006.
ولعل أفضل دور عرفت به فان كامب هو دورها في المسلسل الدرامي   افيروود التابع لشبكة وارنر برذرز.
في عام 2007، كانت النجمة ضيفا في حلقة من  القانون والنظام: الوحدة الخاصة للضحايا . وفي عام 2007، فانكامب انضمت أيضا  لطاقم الكبير  لتلفزيون تتش ستون في مسلسل   الأخوة والأخوات  في أواخر الموسم الأول، وهذا كان ثاني تعامل لها مع المنتج التنفيذي غريغ بيرلانتي من افيروود. لعبت فانكامب شخصية ريبيكا هاربر، كابنة الراحل وليام ووكر (توم سكيريت) وعشيقته منذ فترة طويلة، هولي هاربر (فيتيج باتريشيا). في عام 2008، أثبت اختبار الحمض النووي ووكر لم يكن والدها. وأعلن في مطلع عام 2010، أن فانكامب سوف تظهر في الحلقات الثلاث في الموسم 5 ليختتم قصة دورها
في عام 2009، لعبت  النجمة في فيلم الرهيبة  الناقلين. وتألقت في فيلم  الشهرة مميزة ، تحت عنوان  خارج اللوحة، وشاركها التمثيل زميلها السابق من مسلسل افيروود، تريت وليامز، الذي بثته شبكة سي بي إس، 24 أبريل 2011.
في عام 2011، اختارتها شبكة ABC لتلعب دور البطولة في المسلسل الدرامي   الانتقام. وقد كان ترتيب عرضه في أيار/مايو. بعد نجاح المسلسل، بودي تي في صوتت لها المرتبة  4 #  في قائمة «أكثر النساء جاذبية في التلفزيون في عام 2011».

## الحياة الشخصية
فانكامب ولدت في ميناء بيري، أونتاريو، وكانت الابنة الثالثة من أربع بنات لسيندي وروبرت فانكامب. كان والدها أخصائي تغذية حيوانات، وكان أول عمل لها معه في توصيل الغذاء للزبائن في أنحاء المدينة. انتقلت عندما كانت تبلغ 12 عام إلى مونتريال بعد قبولها في الجامعة المرموقة المعاصرة  للبالية في مونتريال. تتحدث الفرنسية بطلاقة، وقد تربت تتكلم اللغة الفرنسية. ولديها ثلاث شقيقات؛ مولى، كاتي، واليسون. في عام 2008، أيدت الرئيس الأمريكي باراك أوباما وقامت فان بجولة في البلاد لصالح حملته.
منذ 28 أكتوبر 2011 واعدت شريكها السابق في مسلسل الانتقام الممثل جوشوا بومان، الذي أصبحت مخطوبته منذ مايو 2017.

## أعمالها
| سنة  | عنوان                               | دور                      | ملاحظات       |
| ---- | ----------------------------------- | ------------------------ | ------------- |
| 2000 | Jackie Bouvier Kennedy Onassis      | جاكي بوفير - عمر 13      | فيلم تلفزيوني |
| 2001 | Lost and Delirious                  | أليسون مولر              |               |
| 2002 | Redeemer                            | الانا                    | فيلم تلفزيوني |
| 2002 | No Good Deed                        | كوني                     |               |
| 2004 | A Different Loyalty                 | جين تايلر                |               |
| 2005 | Rings                               | إيملي                    | فيديو قصير    |
| 2005 | The Ring Two                        | إيملي                    |               |
| 2007 | Black Irish                         | كاثلين مكاي              |               |
| 2009 | Carriers                            | كيت                      |               |
| 2010 | Norman                              | إميلي هاريس              |               |
| 2011 | Beyond the Blackboard               | ستايسي بيس               | فيلم تلفزيوني |
| 2014 | Captain America: The Winter Soldier | شارون كارتر / العميلة 13 |               |
| 2014 | The Girl in the Book                | أليس هارفي               |               |

| سنة       | عنوان                             | دور                        | ملاحظات                                           |
| --------- | --------------------------------- | -------------------------- | ------------------------------------------------- |
| 2000      | Are You Afraid of the Dark?       | بيغي غريغوري               | "The Tale of the Silver Sight" (الموسم 7: حلقة 1) |
| 2000      | Radio Active                      | بيكي سو دروموند            | حلقة: "Bully for You"                             |
| 2001      | All Souls                         | كريستين كين                | "Spineless" (موسم 1: حقلة 2)                      |
| 2001      | Dice                              | جوانا ويلسون               | مسلسل قصير                                        |
| 2002      | Glory Days                        | سام دولان                  | دور رئيسي                                         |
| 2002–06   | Everwood                          | ايمي ابوت                  | 89 حلقة، دور رئيسي                                |
| 2007      | Law & Order: Special Victims Unit | شارلوت تروكس               | "Dependent" (موسم 8: حلقة 14)                     |
| 2007–10   | Brothers & Sisters                | ريبيكا هاربر               | دور رئيسي (موسم 1-4)/ ضيفة (موسم 5)، 75 حلقة      |
| 2010      | Ben Hur                           | اشير                       | مسلسل قصير                                        |
| 2011–2015 | Revenge                           | إيميلي ثورن / أماندا كلارك | دور رئيسي                                         |